# آناتولی لوناچارسکی
آناتولی واسیلیویچ لوناچارسکی (به روسی: Анато́лий Васи́льевич Лунача́рский) (زاده ۲۳ نوامبر، ۱۸۷۵- درگذشتهٔ ۲۶ دسامبر، ۱۹۳۳) نویسنده، روزنامه‌نگار، تاریخ‌دان، آرشیویست، منتقد ادبی، سخن‌پرداز و انقلابی روسی، از انقلابیون بلشویک بود و به خاطر مهارت خارق‌العاده‌اش در سخن‌رانی معروف است.
او در دولت شوروی، از سال ۱۹۱۷ تا ۱۹۲۹، به عنوان اولین کمیسر خلق برای آموزش اتحاد شوروی فعالیت کرد.
از او آثار مفصلی در مورد زندگی شخصی رهبران انقلاب اکتبر، به‌خصوص لنین و تروتسکی، به جا مانده است.

## زندگی
لوناچارسکی، به سال ۱۸۷۵ در پولتاوای اوکراین به دنیا آمد. او تحصیلات خود را در کالجی در کی‌یف، اکراین، ادامه داد و همین‌جا بود که به جنبش انقلابی پیوست.